# 荷西·巴斯達
荷西·巴斯達（英語：Jose Baxter，1992年2月7日—），是一名英格蘭足球員，司職前鋒，也可出任翼鋒和攻擊中場，出身愛華頓青訓系統，現時效力英乙球會奥尔德姆。

## 生平
1997年，當時只有6歲的巴斯達已簽約加盟入愛華頓旗下。自此他一直效力該隊的青年軍，直到2008年下天，他得到參與一隊在瑞士和美國的季前集訓。
其後巴斯達在2008/09年賽季主場對布力般流浪的英超聯賽後備上陣，成為愛華頓史上最年輕的球員，當時他只有16歲又191天，之前的記錄由前愛華頓前鋒所保持。在隨後一周作客西布朗的比賽中，巴斯達更被納入愛華頓的正旅陣容中，成為愛華頓史上在正式比賽中最年輕的正選球員。
2011年9月23日巴斯達被借用到英甲球會燦美爾，為期1個月。翌日隨即首度披甲作客對普雷斯頓，雖然射入1球，仍以1-2落敗而回。期間上陣7場及射入2球，獲延長借用1個月。

## 外部連結
- 足球数据库：荷西·巴斯達的球员统计数据
- Jose Baxter Myspace profile （页面存档备份，存于）
- Premier League profile （页面存档备份，存于）
- Everton profile